# Абдулькадыр ас-Суфи
Шейх доктор Абдулькадыр ас-Суфи (при рождении Ян Стюарт Даллас, англ. Ian Stewart Dallas; 1930, Эр, Шотландия — 1 августа 2021, Кейптаун, ЮАР) — наставник тариката Шазилия-Даркавия, основатель Всемирного движения Мурабитун. Автор многочисленных книг по исламу, суфизму и политике. До принятия ислама был драматургом и актёром.

## Биография
Является выходцем из одного из старейших шотландских кланов, чьи представители участвовали в войне за независимость Шотландии.
В 1967 году принял ислам в городе Фес (Марокко), в мечети аль-Каравийн в присутствии имам-хатыба мечети шейха Абдалькарима Дауди и выдающегося деятеля национально-освободительного движения Марокко лидера партии Истикляль - Мухаммеда Аллала аль-Фасси. Вскоре после этого, становится учеником суфийского шейха Мухаммада ибн аль-Хабиба основателя ордена Хабибия от которого получает титул «ас-Суфи».
От шейха Мухаммада Аль-Файтури Бенгази (Ливия) получает изн и становится шейхом тариката и начинает активно распространять ислам и приобретать учеников в разных странах. Продолжает писать различные книги. Среди последних книг — «Книга Единобожия». Его комментариями по актуальным событиям и проблемам, затрагивающим мусульман в различных частях мира, можно ознакомиться на его сайте.
В 2001 году Университет Науки Малайзии присвоил ему звание почётного доктора литературы.
В 2003 году под руководством шейха Абдалькадыра Ас-Суфи в Кейптауне ЮАР был открыто исламское высшее учебное заведение - Даллас Колледж.
В последние годы он проживал в Кейптауне, Южная Африка, где он регулярно проводил встречи, зикры и обучение исламским наукам. Шейх умер утром 1 августа 2021 года у себя дома. Похоронен на территории основанной им Джума мечети Кейптауна.